# Piperacillin
A piperacillin egy széles spektrumú béta-laktám antibiotikum az ureidopenicillinek osztályában. A piperacillin és más ureidopenicillinek kémiai szerkezete egy poláris oldalláncot tartalmaz, amely fokozza a Gram-negatív baktériumokba való behatolást, és csökkenti a Gram-negatív béta-laktámáz enzimek általi hasítással szembeni érzékenységet. Ezek a tulajdonságok aktivitást biztosítanak a fontos kórházi kórokozó, a Pseudomonas aeruginosa ellen. Ezért a piperacillint néha "anti-pszeudomonális penicillinnek" is nevezik.
Önmagában alkalmazva a piperacillin nem rendelkezik erős aktivitással a Gram-pozitív kórokozókkal, például a Staphylococcus aureusszal szemben, mivel a béta-laktám gyűrűt a baktérium béta-laktámáza hidrolizálja.
1974-ben szabadalmaztatták, és 1981-ben engedélyezték orvosi használatra. A piperacillint leggyakrabban a tazobaktám (piperacillin/tazobaktám) béta-laktámáz inhibitorral kombinálva alkalmazzák, amely fokozza a piperacillin hatékonyságát azáltal, hogy gátolja számos olyan béta-laktámázt, amelyekre érzékeny. A tazobaktám egyidejű alkalmazása azonban nem biztosít aktivitást az MRSA ellen, mivel a penicillin (és a legtöbb más béta-laktám) nem kötődik élénken e kórokozó penicillin-kötő fehérjéihez. Az Egészségügyi Világszervezet a piperacillint kritikus fontosságúnak minősíti az emberi gyógyászatban.